# Aponogeton dioecus
Aponogeton dioecus là một loài thực vật có hoa trong họ Aponogetonaceae. Loài này được Bosser mô tả khoa học đầu tiên năm 1966.